# Yoshifumi Yamada
Yoshifumi Yamada (født 4. november 1981) er en tidligere japansk fodboldspiller.
Han har spillet for flere forskellige klubber i sin karriere, herunder Avispa Fukuoka.